# Mauchen (Stühlingen)

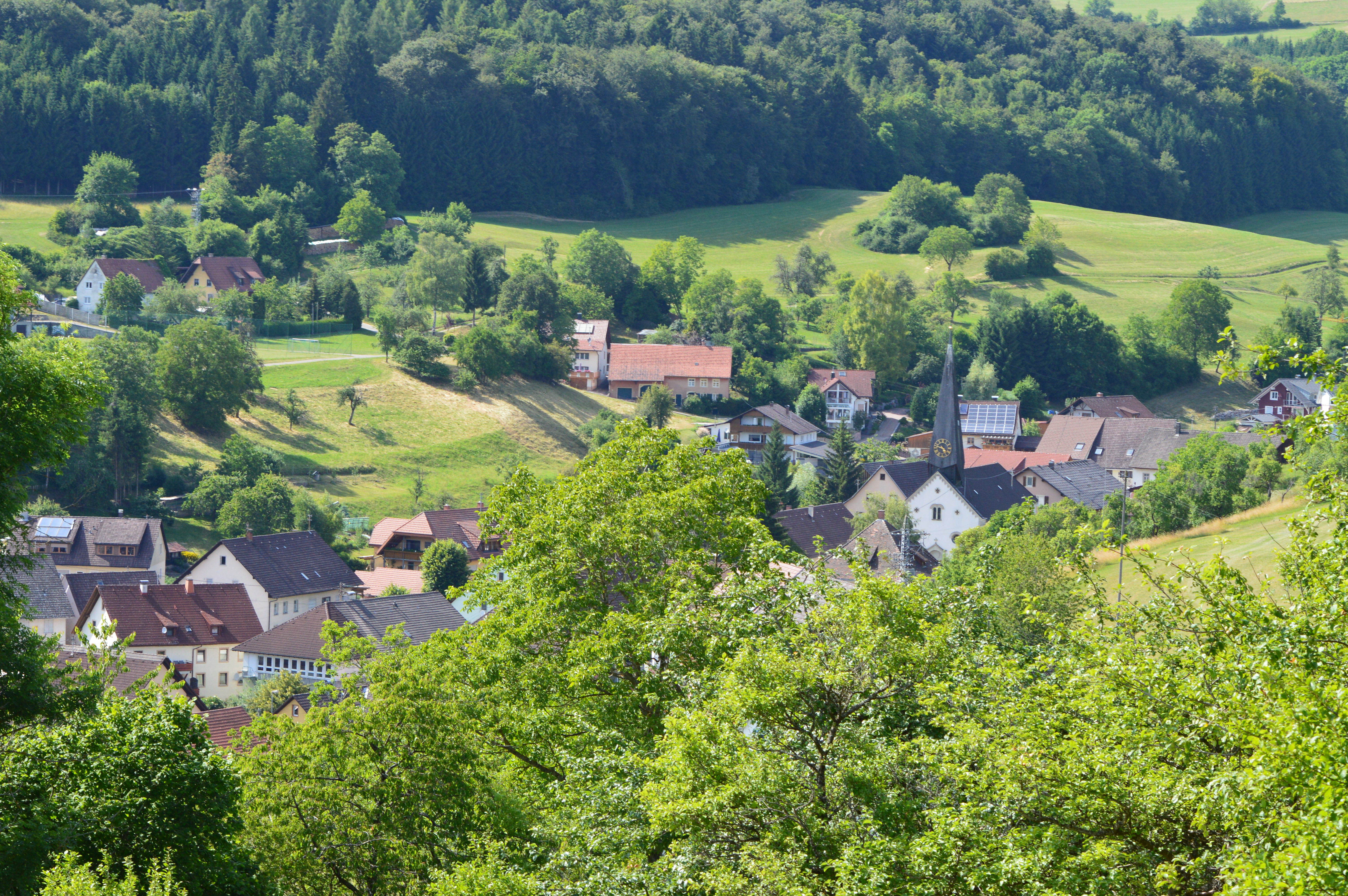
Dorfmitte von Mauchen (Juni 2014)

Mauchen ist ein Stadtteil von Stühlingen im Landkreis Waldshut in Baden-Württemberg.

## Lage und Verkehrsanbindung
Der Ort liegt westlich der Kernstadt Stühlingen an den Kreisstraßen K 6599 und K 6509. Nördlich des Ortes verläuft die Landesstraße L 169, östlich fließt die Wutach, verläuft die B 314 und die Staatsgrenze zur Schweiz. Nördlich erstreckt sich das 85,8 ha große Naturschutzgebiet Lindenberg-Spießenberg.